# 拉沙佩勒蒙特勒伊
拉沙佩勒蒙特勒伊（法語：La Chapelle-Montreuil，法語發音：[la ʃapɛl mɔ̃tʁœj]）是法国新阿基坦大区维埃纳省的一个旧市镇，位于该省西部，属于普瓦捷区。2019年，拉沙佩勒蒙特勒伊与临近的3个市镇合并为新市镇布瓦夫尔拉瓦莱。

## 地理
拉沙佩勒蒙特勒伊（46°32'6"N, 0°6'53"E）面积24.53 平方千米，位于法国新阿基坦大区维埃纳省，该省份为法国中西部省份，北起曼恩-卢瓦尔省和安德尔-卢瓦尔省，西接德塞夫勒省，南至夏朗德省，东南接上维埃纳省，东临安德尔省。
与拉沙佩勒蒙特勒伊接壤的市镇（或旧市镇、城区）包括：贝吕日、库隆比耶、雅兹讷伊、拉沃索、吕西尼昂、蒙特勒伊博南。

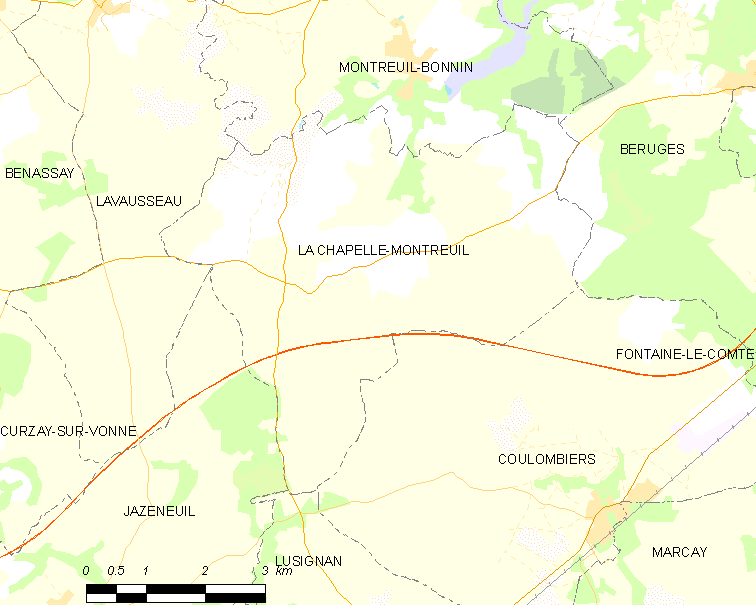
拉沙佩勒蒙特勒伊的OSM定位图

拉沙佩勒蒙特勒伊的时区为UTC+01:00、UTC+02:00（夏令时）。

## 行政
拉沙佩勒蒙特勒伊的邮政编码为86470，INSEE市镇编码为86056。

## 政治
拉沙佩勒蒙特勒伊所属的省级选区为武讷伊苏比亚尔县。

## 人口

1962-2008年间拉沙佩勒蒙特勒伊人口变化图示

拉沙佩勒蒙特勒伊于2018年1月1日时的人口数量为718人。